# Giacinto Calderara
Giacinto Calderara (Casale Monferrato, 12 marzo 1729 – Asti, 16 settembre 1803) è stato un compositore italiano.

## Biografia
Ricevette la sua formazione musicale a Napoli.
Dal 1749 e fino alla morte fu maestro di cappella della Cattedrale di Asti, dove disimpegnò vari incarichi: educatore dei giovani cantori, concertatore e direttore delle esecuzioni e soprattutto fu un attivo e prolifico compositore.
Scrisse tre opere, tra le quali la più celebre è Ricimero per il libretto di Francesco Silvani, rappresentata al Teatro Regio di Torino nel 1756 diretta da Giovanni Battista Somis e replicata 21 volte.
Riguardo alla musica sacra scrisse:  145 salmi, 21 messe, numerosi Kyrie eleison, Gloria e Credo, mottetti e altri brani di musica liturgica.